# Корнелиус Касториадис
Корнелиус Касториадис (на гръцки: Κορνήλιος Καστοριάδης) е гръцко-френски философ, икономист и психоаналитик. Неговият интерес и обединяване на толкова много когнитивни области като философия, политика, психоанализа, икономика и биология, го превръщат в един от най-важните философи на 20 век.

## Биография
Роден е на 11 март 1922 година в Константинопол, Османска империя. През по-голямата част от живота си живее във Франция, като активно участва в интелектуалния и политическия живот. В началото на 50-те години става съосновател на политическата група „Социализъм или варварство“, в която участват личности като Жан-Франсоа Лиотар, Клод Льофор и за кратко Ги Дебор. Текстовете, които излизат в едноименното списание, оказват силно влияние върху бунтовните студенти от Май 68 във Франция.
Основна роля в неговото творчество играе концепцията за автономия, социална и индивидуална, до такава степен, че е наричан Философът на автономията. Етимологически, терминът автономия означава състояние, в което едно общество създава собствените си закони и институции. Известен е с критиката си както на капиталистическата система, така и на съветския режим и марксизма.
Касториадис става известен най-вече като автор на „Въображаемата институция на обществото“. Негови трудовете са преведени на множество езици, като значителна част от тях, останали непубликувани, се издават посмъртно.
Умира на 26 декември 1997 година в Париж на 75-годишна възраст.